# CachyOS
CachyOS és una distribució de Linux ràpida i segura basada en Arch Linux. Està dissenyada per maximitzar el rendiment, amb especial atenció a la programació de processos i la gestió de recursos. Té una àmplia gamma de funcions de seguretat, incloent-hi l'arrencada segura i les capacitats de xifratge. És altament personalitzable i permet als usuaris triar entre diversos entorns d'escriptori, com ara GNOME i KDE Plasma, durant la instal·lació.

## Història
Es va publicar per primera vegada el 30 de desembre de 2022 amb l'objectiu de proporcionar un entorn Linux ràpid que prioritzi el rendiment i la seguretat. CachyOS té com a objectiu mantenir-se estable i eficient alhora que incorpora activament la tecnologia més recent.

## Característiques, propòsit i detalls tècnics
L'objectiu principal de CachyOS és proporcionar un rendiment, seguretat, personalització i facilitat d'ús superiors. Bàsicament, és un derivat d'Arch Linux i proporciona la mateixa funcionalitat que Arch Linux, però hi ha algunes diferències.

### Rendiment
CachyOS utilitza el seu propi planificador BORE i un nucli optimitzat per a les arquitectures més recents per optimitzar la planificació de processos i la gestió de recursos. Concretament, BORE analitza els patrons de comportament de cada procés en funció de la quantitat de temps de CPU que cada procés requereix alhora i millora l'assignació de recursos de CPU a través del sistema. En particular, l'objectiu és evitar un deteriorament de la capacitat de resposta general del sistema, fins i tot mentre es realitzen càlculs que utilitzen molta CPU en segon pla. Aquest mecanisme fa que les pantalles dels jocs es moguin suaument i els vídeos es reprodueixin sense problemes.

### Característiques de seguretat
Ve amb funcions de seguretat millorades per defecte i també té en compte la privadesa. A CachyOS, l'arrencada segura es pot configurar mitjançant una eina anomenada sbctl. Aquesta eina està dissenyada per facilitar la gestió de les claus d'arrencada segura i la signatura d'imatges del nucli. El Linux base, Arch, utilitza un model de llançament progressiu, la qual cosa significa que sempre es pot mantenir actualitzat i que qualsevol correcció s'incorpora immediatament, garantint la seguretat. El Plasma 6 de KDE per defecte utilitza Wayland com a servidor de visualització per defecte i, en adoptar la tecnologia més recent i aïllar completament les aplicacions, millora la seguretat evitant que altres aplicacions espiïn l'activitat entre l'aplicació, el teclat i la pantalla. Ofereix el seu propi navegador centrat en la seguretat i el rendiment basat en Firefox, anomenat Cachy Browser.

### Personalització
Admet múltiples entorns d'escriptori, inclosos KDE Plasma i GNOME, i permet una configuració flexible basada en Arch segons les preferències de l'usuari. CachyOS ve amb el seu propi tema preinstal·lat, amb ajustos de transparència i disseny. Plasma, l'entorn d'escriptori per defecte, és altament configurable i permet canvis a l'esquema de colors, la posició del panell i les fonts, així com una àmplia gamma d'extensions i temes.

### Facilitat d'ús
Ofereix un instal·lador basat en GUI (Calamares) i una opció basada en CLI, que satisfà una àmplia gamma de necessitats, des de principiants fins a usuaris avançats, i està dissenyat pensant en la facilitat d'ús. Amb Calamares, es pot configurar automàticament el carregador d'arrencada per a la vostra distribució, com ara GRUB o Systemd-boot, utilitzant només una interfície gràfica d'usuari, i també podeu descarregar i instal·lar els paquets necessaris des d'Internet.

## Navegador de memòria cau
Cachy-Browser és un navegador de codi obert basat en Firefox, dissenyat per a una seguretat i un rendiment millorats. Està publicat sota la Llicència Pública de Mozilla (MPL-2.0) i és completament de codi obert. És una bifurcació de Firefox que s'integra amb LibreWolf, un navegador centrat en la privadesa i la seguretat, que incorpora algunes funcions de LibreWolf, així com algunes millores úniques de seguretat i rendiment, com ara configuracions predefinides d'uBlock Origin, pegats de Firefox per a Gentoo Linux, ajustos de configuració de privadesa mitjançant fitxers de configuració propis de CachyOS i integració d'aïllament d'aplicacions amb Firejail.

## Avaluació
CachyOS té una puntuació alta de 4,5/5 a SourceForge. Els usuaris l'han descrit com a "molt ràpid" i han elogiat especialment les optimitzacions de rendiment. D'altra banda, també hi ha opinions que és "una mica difícil per a principiants".
La comunitat CachyOS de Reddit la considera com "una de les distribucions més centrades en el rendiment basades en Arch". És popular per la seva compatibilitat amb els jocs i el maquinari més recent, però algunes persones creuen que "no ofereix molts avantatges especials respecte a altres distribucions basades en Arch".
A Distrowatch, va ocupar el segon lloc en el rànquing de visites a la pàgina a finals d'abril de 2025. Des del mes passat, ha ocupat el primer lloc, cosa que indica que ha atret molta atenció dels usuaris.